# Schauenburg (Schauenburg)
Die Schauenburg, auch Scouwenborg, 1143 Scowenburch, 1184 Schowinburc bzw. 1240 Scoenburc genannt, ist die Ruine einer Höhenburg im Gemeindegebiet von Schauenburg im nordhessischen Landkreis Kassel (Deutschland).

## Geographische Lage
Die Burgruine Schauenburg befindet sich im Naturpark Habichtswald auf einem 499,9 m ü. NHN hohen Basaltkegel, dem Schauenburger Burgberg, der sich in der Hoofer Pforte als Nordausläufer der Langenberge südwestlich eines Oberlaufabschnitts der Bauna erhebt. Sie liegt zwischen dem Schauenburger Hauptort Hoof im Osten und dem Schauenburger Ortsteil Breitenbach im Westen. Die nächste Großstadt ist Kassel, deren Innenstadt sich etwa 12 km ostnordöstlich befindet.

## Geschichte
Die Schauenburg wurde wahrscheinlich zwischen 600 und 800 n. Chr. erbaut, als der Hessengau bereits Teil des Frankenreichs geworden war. Sie diente wohl als Wohn- und Fliehstätte, könnte aber auch zusammen mit den Burgen Numburg (bei Badra, Thüringen), Weidelsburg (bei Ippinghausen, Hessen), Kugelsburg (bei Volkmarsen, Hessen) und Desenberg (bei Warburg, Nordrhein-Westfalen) Teil der Grenzbefestigungen gegen die Sachsen gewesen sein.
Im Jahr 1089 wurden die Burg „Scouwenburg“ und Graf Adalbert von „Scouwenburg“ in einer Schenkungsurkunde des Klosters Helmarshausen erstmals urkundlich genannt. Die Schauenburger Grafen waren in dieser Zeit im Besitz des Obergerichtes „Ditmelle“ (heute „Ditmold“, dieser Name ist in den Kasseler Stadtteilnamen Kirchditmold und Rothenditmold erhalten), welches mehrere Zenten umfasste. Diesem Besitz hatten die Schauenburger auch ihren Grafentitel zu verdanken. Weiterhin ist anzunehmen, dass die Grafen von Schauenburg Schutzherren des Dorfes Kirchditmold und der Klöster Weißenstein und Kaufungen waren.
Die Grafschaft Schauenburg wurde vermutlich im Interessenkonflikt zwischen der Landgrafschaft Thüringen, später der Landgrafschaft Hessen, und dem Erzbistum Mainz aufgerieben. Somit lässt sich wohl erklären, dass die Grafen von Schauenburg im Jahr 1223 die Burg Wallenstein im Knüllgebirge als Lehen von der Abtei Hersfeld, die auf der Seite von Mainz stand, annahmen. Mit Graf Berthold erlosch 1252 die Linie der Schauenburger Grafen; somit ist zu vermuten, dass die Schauenburger spätestens in der ersten Hälfte des 13. Jahrhunderts die Schauenburg und das Gericht an das Bistum Mainz veräußerten.

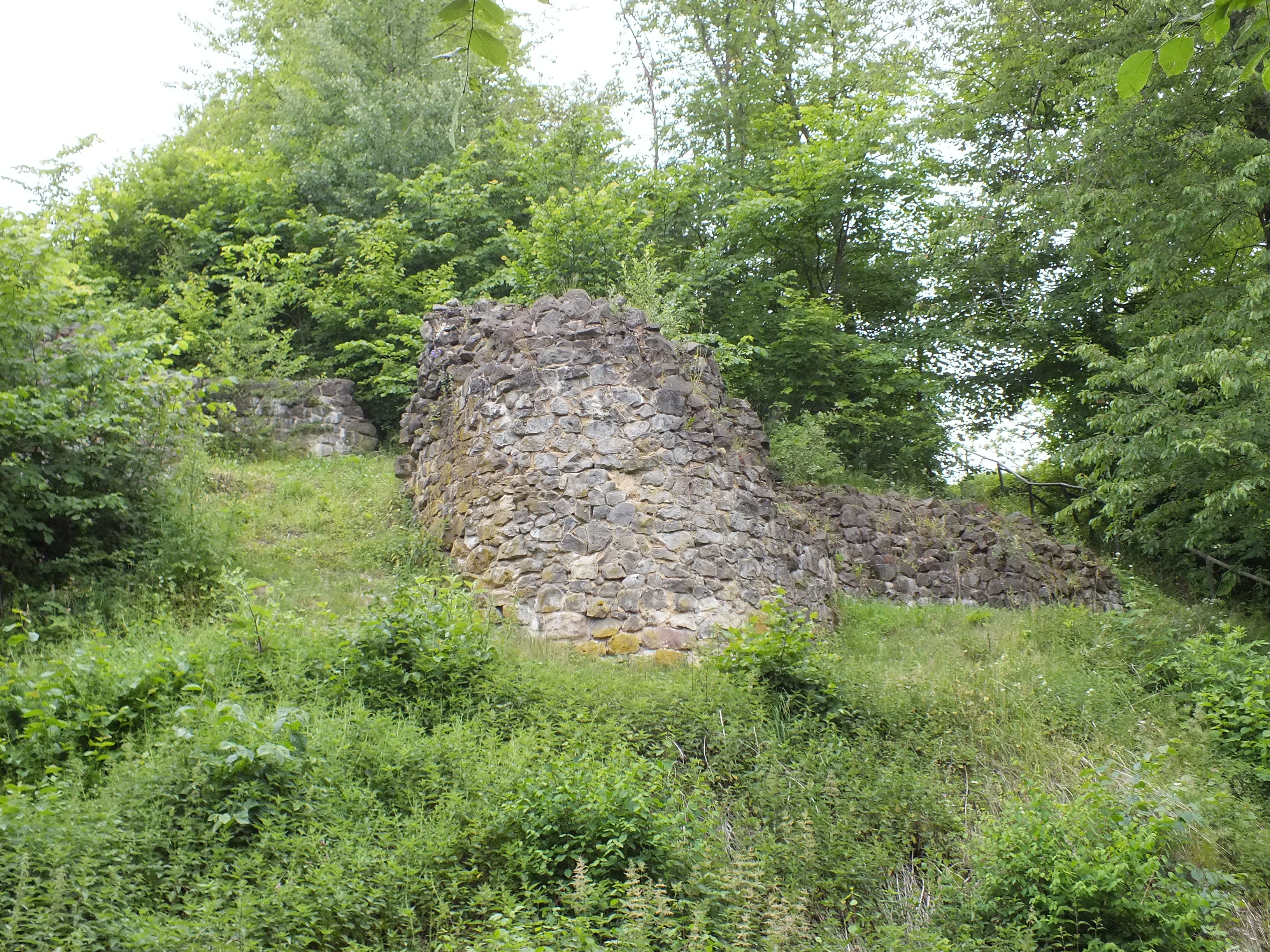
Mauerreste auf der östlichen Seite vom Burgberg

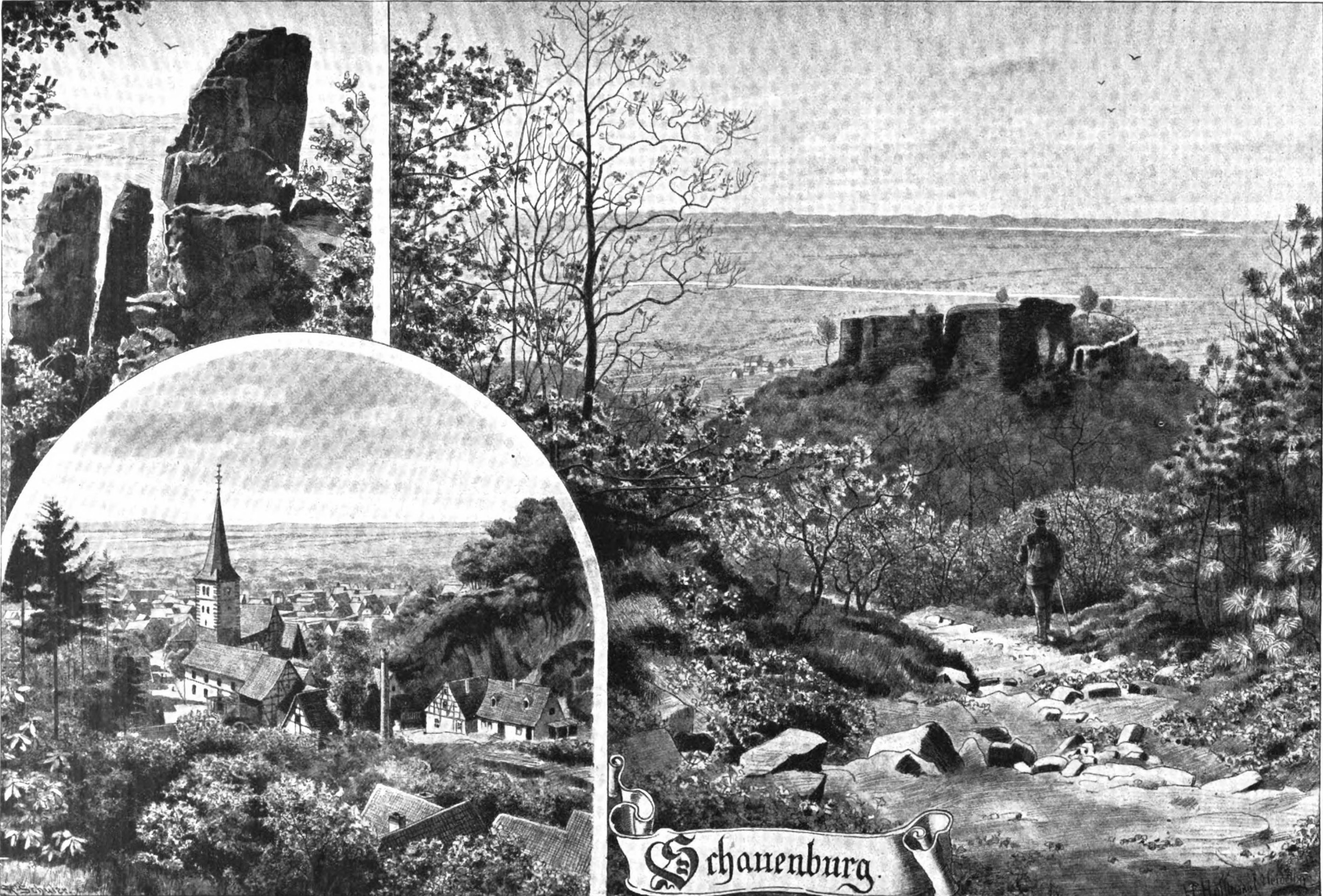
Die Ruine auf einer Ansichtskarte von 1899

Im Jahr 1250 verpfändete der Mainzer Erzbischof die Burg an den Ritter Hermann Hund von Holzhausen. Anfang des 14. Jahrhunderts war die Burg Pfandbesitz der Herren von Dalwigk, und 1332 erhielten die Dalwigk sie als Erbburglehen. Die Dalwigk bauten am Fuß der Burg „daz nuwe hus“, das 1366 „im Hobe“ genannt wurde und mit dem das heutige Dorf Hoof seinen Anfang nahm. Das Gericht Schauenburg bestand aus den Dörfern Hoof, Breitenbach, Elmshagen und Großenhof (heute Martinhagen).
Schon 1543 war die Burg wohl verfallen und nicht mehr bewohnbar. Eine kriegerische Zerstörung der Burg ist nicht verbrieft; daher liegt es nahe, dass sie als Wohnsitz aufgegeben wurde, fortan als Steinbruch diente und in sich zusammen fiel. Es sind noch Gebäudereste, Mauern und Gewölbekeller vorhanden, die aber durch die Verbuschung und Bewaldung des Bergs schlecht zugänglich bzw. sichtbar sind.
Seit 1989 werden Arbeiten durch den Naturpark Habichtswald und die Gemeinde Schauenburg durchgeführt, um Mauer- und Burganlagenreste zu sichern und erhalten. Die Gemeinde Schauenburg hat den „Burgberg“ mit der Schauenburg von der Familie von Kiekebusch übernommen, um Sicherungsarbeiten vornehmen zu können. In den Jahren 2005 bis 2007 erfolgte eine Vermessung der Burganlage und die Freilegung von Außenmauer und sichtbaren Resten der Gebäudemauern in Abstimmung mit dem Landesamt für Denkmalpflege Hessen.